# بيير فيدال
بيير فيدال (بالفرنسية: Pierre Vidal)‏ هو عازف الأرغن وملحن فرنسي، ولد في 27 أبريل 1927 في كليشي في فرنسا، وتوفي في 5 فبراير 2010.

## وصلات خارجية
- بيير فيدال على موقع ميوزك برينز (الإنجليزية)
- بيير فيدال على موقع ديسكوغز (الإنجليزية)